# Brutal: Paws of Fury
Brutal: Paws of Fury (アニマル 武乱伝ブルータル Animaru Buranden Burūtaru?,  Brutal: Patas de furia) es un videojuego de lucha en 2D publicado por GameTek Inc. en 1994, cuya principal característica es que el elenco de sus personajes son animales antropomorfos. Originalmente fue un juego exclusivo de Sega CD, sin embargo fue porteado para otras consolas.

## Detalles
El juego fue publicado en 1994 por GameTek y Cybersoft para los Estados Unidos y Europa, en Japón fue publicado por Kemco. El juego fue lanzado principalmente para la Sega CD sin embargo fue porteado para las consolas de Commodore Amiga, Commodore Amiga CD32, Sega Genesis y SNES. Una versión actualizada Brutal Unleashed: Above the Claw fue lanzada para las consolas de Sega 32X y MS-DOS en 1995, esta nueva versión incluida dos personajes nuevos jugables, nuevos escenarios, una introducción remasterizada y nueva música. El contenido y la mecánica del juego se mantuvieron en ambas versiones, sin embargo las versiones de Sega CD y Sega 32X contaban con mejor sonido y gráficos.

## Trama

### Brutal: Paws of Fury
Cada cuatro años en la inexplorada Brutal Island (Isla Brutal), los artistas marciales más fuertes del mundo son invitados a competir en el Brutal Island Tournament. El ganador del torneo, gana el privilegio de poder enfrentar a "Dali Llama" quien es el mejor luchador del mundo, para poder obtener el codiciado título de "Campeón del Cinturón Celestial".

### Brutal Unleashed: Above the Claw
Han pasado cuatro años del último Brutal Island Tournament, los participantes se vuelven a reunir en la isla una vez más para competir contra "Dali Llama" por el Cinturón Celestial. El torneo también es la manera en que Dali Llama pone a prueba a los guerreros para juzgar quien de ellos posee el espíritu guerrero más puro.

## Juegos

#### Brutal: Paws of Fury
Es la versión original del juego, que fue lanzado para la Sega CD, Sega Genesis, Commodore Amiga, Commodore Amiga CD32 y la Super Nintendo Entertainment System. Las versiones de 16 bits cuentan con menos personajes jugables a diferencias de las versiones de 32 bits.

#### Animal Buranden - Brutal
Es la versión japonesa del juego.

#### Brutal Unleashed: Above the Claw
Es una versión actualizada del juego. Solo está disponible en las consolas de Sega 32X y MS-DOS. A diferencias de las versiones previas, esta versión aumenta la velocidad del juego, además de incluir a dos personajes nuevos.

## Personajes
Todos los personajes del juegos son animales antropomórficos. El juego original "Brutal: Paws of Fury" incluye a los siguientes personajes.
- Kung-Fu Bunny: Un conejo monje. Su escenario es lo alto de una torre (similar a la muralla china).
- Prince Leon of Kenya: Un león de Kenia que es una estrella de rock. Tiene un deseo de venganza hacia Tai Cheetah y Kendo Coyote, cuyo motivos no son revelados. Su escenario de lucha son las montañas.
- Rhei Rat: Una rata boxeadora de Muay thai muy arrogante. Su escenario son las cascadas.
- Tai Cheetah: Un guepardo que es el mentor de Kendo Coyote. Es el primer personaje con el que te enfrentas. En el lugar en donde arribas, el segundo enfrentamiento se da en las cavernas.
- Kendo Coyote: Es un coyote que participa en el torneo motivado por la codicia. Es aprendiz de Tai Cheetah. Su escenario es el patio de las torres.
- Foxy Roxy: Una zorra vestida con lycra. Es una política y activista social. Su escenario es el Dojo.
- Ivan the Bear: Es un oso de la extinta URSS que ejerció de comando soviético. Afirma ser el animal más fuerte del mundo. Su escenario es en medio de la isla en donde hay un ídolo de piedra.
- The Pantha: Es una pantera miembro de un culto siniestro.
- Karate Croc: Un cocodrilo de peleas.
- Dali Llama: Una llama que es el campeón actual del "Cinturón Celestial". Su escenario es la cubierta de un barco.

Nota: Karate Croc y Dali Llama solo pueden ser jugados ingresando una secuencia secreta de botones. Además, The Pantha y Karate Croc están ausenten en las versiones de 16 bits del juego.
Brutal Unleashed: Above the Claw introdujo dos nuevos personajes:
- Chung Poe: Un topo que se transforma en un híbrido entre murciélago y dragón durante el combate.
- Psycho Kitty: Un gato que sufre de hiperactividad.

## Recepción
La revista Electronic Gaming Monthly le dio a la versión de Sega CD un 6.25 sobre 10 puntos. Alabaron la música y las cinemáticas como impresionantes y que se encuentran entre los mejores que se han visto en Sega CD. También alabaron la mecánica de aprender nuevos movimientos especiales. No obstante, criticaron la jugabilidad, a la cual catalogaron como lenta y insensible. La revista también puntuó a las versiones de Super Nintendo y Genesis con 6.5 y 6 puntos respectivamente. Nuevamente elogiaron la idea de aprender movimientos especiales, pero algunos revisores comentaron que esta mecánica hace que el juego sea menos emocionante, además de que los controles se sienten muy débiles. La revista también expreso que la versión de 32X presenta mejores gráficos y sonido mucho mejores que las versiones anteriores, pero fue un punto irrelevante para todo el juego, ya que sufría lo mismo de sus versiones anteriores "superficial y lento, con controles mediocres" dándole un promedio de 6,375 sobre 10.